# Basílica de São Silvestre Primeiro
San Silvestro in Capite ou Basílica de São Silvestre Primeiro (em latim: Sancto Silvestri in Capite) é uma basílica menor e igreja titular católica em Roma e dedicada ao papa São Silvestre I. Está localizada na Piazza San Silvestro, na esquina da Via del Gambero e a Via della Mercede, bem em frente a igreja de Santi Claudio e Andrea dei Borgognoni.
Construída no século VIII como um santuário para relíquias de santos e mártires das catacumbas, a igreja é a igreja nacional da Grã-Bretanha em Roma. O termo latino "in Capite" é uma referência ao título de Silvestre I ("Silvestre Primeiro") e significa literalmente "em primeiro, em chefe ou na cabeça". Por coincidência honorífica, a basílica é também famosa por abrigar uma cabeça fragmentada que tradicionalmente acredita-se ser a de São João Batista e venerada como relíquia numa capela à esquerda da entrada. Em Roma há ainda uma segunda igreja católica dedicada a São Silvestre, San Silvestro al Quirinale.
O cardeal-presbítero do título de São Silvestre em Capite é Louis-Marie Ling Mangkhanekhoun, Bispo Vigário apostólico de Paksé.

## História
A igreja original foi construída no século VIII pelos papas Paulo I e Estêvão III sobre as ruínas de um templo dedicado ao Sol Invicto para abrigar as preciosas relíquias dos primeiros santos cristãos que foram enterrados nas catacumbas de Roma. Ela foi reconstruída e ganhou um campanário românico em 1198 durante o papado de Inocêncio III. No século XIII, foi a igreja foi doada às clarissas.
San Silvestro foi novamente reconstruída pelos arquitetos Francesco da Volterra e Carlo Maderno entre 1591 e 1601 e novamente reformada em 1681. As relíquias do papa São Silvestre I, papa Santo Estêvão I e do papa São Dionísio foram exumadas e reenterradas abaixo do altar-mor quando a nova igreja foi consagrada em 1601. Estão ali também as relíquias de São Tarcísio.
Depois disso, a igreja foi concedida aos católicos ingleses pelo papa Leão XIII em 1890 e é atualmente servida pelos padres palotinos da Irlanda. Ali, a missa é celebrada regularmente em inglês e é considerada como sendo a igreja nacional da Grã-Bretanha em Roma, embora as estruturas da Igreja Católica na Inglaterra, País de Gales, Escócia e Irlanda estejam organizadas de forma separada atualmente. A antiga igreja nacional dos escoceses em Roma, Sant'Andrea degli Scozzesi, foi desconsagrada em 1962. Ela serve ainda como igreja da comunidade filipina em Roma.
O cardeal-presbítero do Titulus S. Silvestri in Capite é Desmond Connell, antigo arcebispo de Dublin. Ele foi nomeado em 21 de fevereiro de 2001 para suceder a Basil Hume. 

## Exterior
A igreja tem um átrio e um nártex], que ajuda a isolar o interior do burburinho da movimentada praça em frente. Estão abrigados li muitos fragmentos de esculturas paleocristãs, muitas com inscrições, implantadas nas paredes.
A fachada apresenta uma ordem colossal encimada por quatro estátuas barrocas (1703):"São Silvestre", de Lorenzo Ouone; "Santo Estêvão", de Michelangelo Borgognone; "Santa Clara, de Giuseppe Mazzoni; e "São Francisco", de Vincenzo Felice.

## Interior
O interior é ricamente decorado em mármore e talhas douradas. A nave abriga uma "Assunção com Santos", afresco de Giacinto Brandi (1680). Acredita-se que o altar-mor, que é anterior à presente igreja, foi influenciado pelo estilo de Michelângelo. O cibório entalhado (1667) é de Carlo Rainaldi. O interior da cúpula foi pintado em afresco por Cristoforo Roncalli (1605). Afrescos do "Martírio de Santo Estêvão" e "Mensageiros de Constantino convocam São Silvestre" (1610) estão na abside e foram pintados por Orazio Borgianni. Na abside do batistério está um "Batismo de Constantino", de Ludovico Gimignani. Finalmente, o transepto ostenta uma "História de São Silvestre" (1690), também de Gimignani, e uma "Madona com o Menino" de Baccio Ciarpi.
Na primeira capela à direita está uma "Madona e o Menino com Santo Antônio de Pádua e Estêvão I" e outros santos (1695), de Giuseppe Chiari. Na segunda estão um "São Francisco recebe seus estigmas" (1610), de Orazio Gentileschi, e outras pinturas sobre a vida do santo de Luigi Garzi. Na terceira, um "Pentecostes" de Giuseppe Ghezzi. No braço esquerdo do transepto está uma "Madona com o Menino" de Terenzio Terenzi. Na terceira capela à direita está um afresco da "Imaculada Conceição", de Gimignani. Nas paredes estão uma "Adoração dos Magos e uma "Visitação", ambas do milanês il Morrazzone. Na segunda capela à direita está um "Papa São Marcelo tem uma visão da Sagrada Família" e um "Trânsito e Glória de São José", de Gimignani. Finalmente, na primeira capela estão telas sobre a "Paixão" (1695) de Francesco Trevisani.

## Convento
Um convento dedicado a São Silvestre e o papa Santo Estêvão I foi construído ao lado da igreja. As freiras permaneceram ali até 1876, quando foram expulsas pelo governo italiano. O edifício foi reformado recentemente e continua a servir como a principal agência dos correios em Roma.

## Galeria

Imagens da igreja
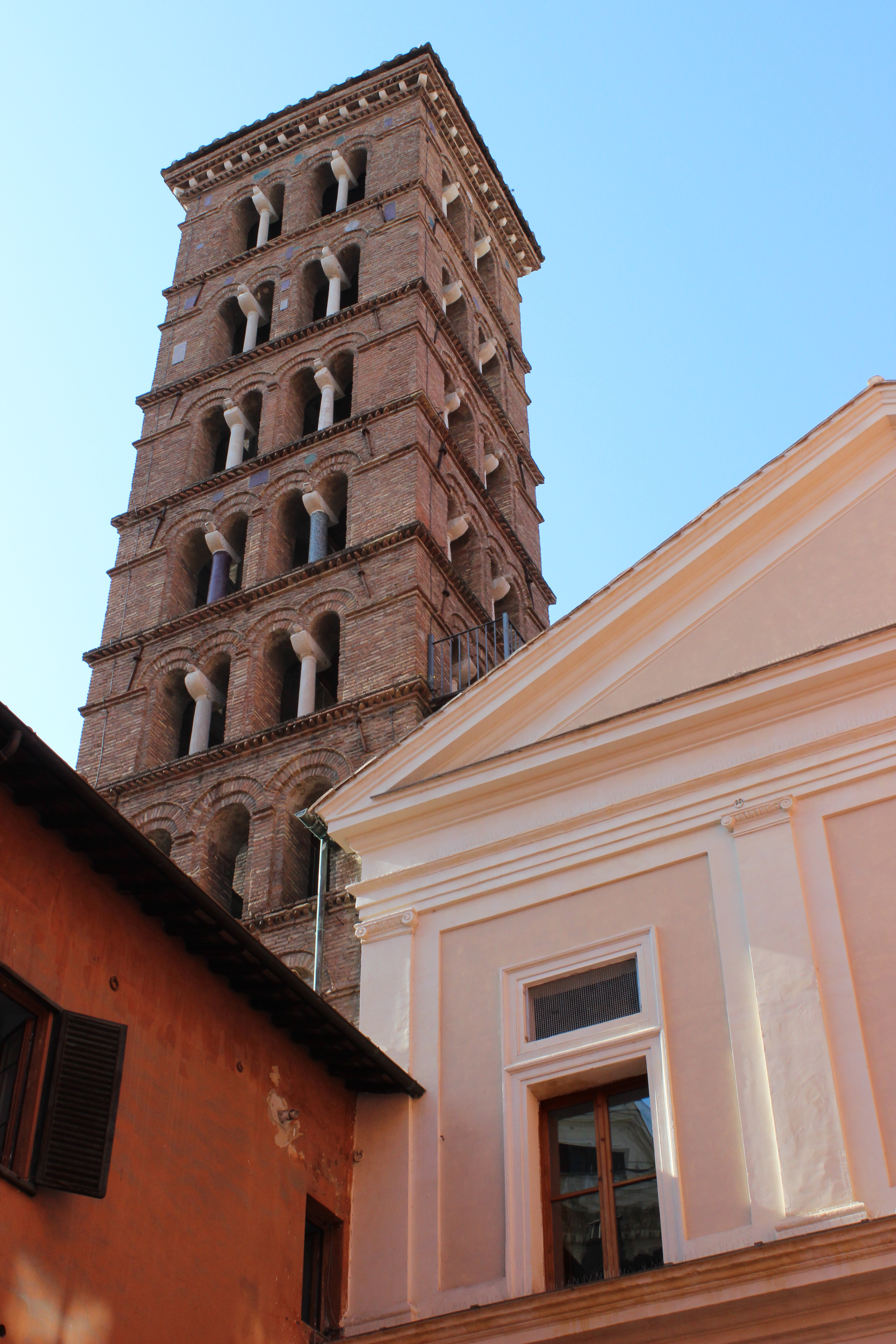
Campanário românico
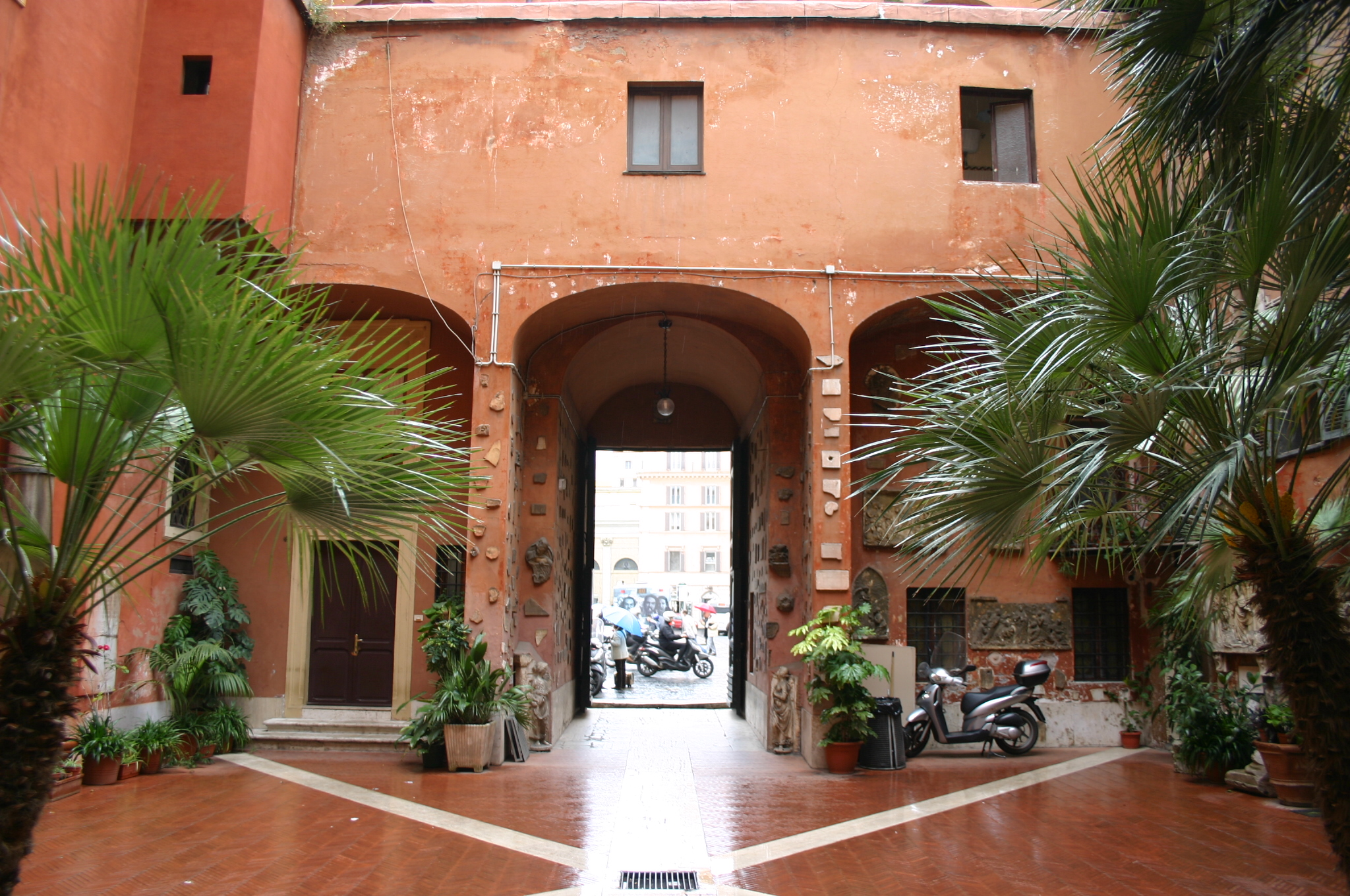
Átrio
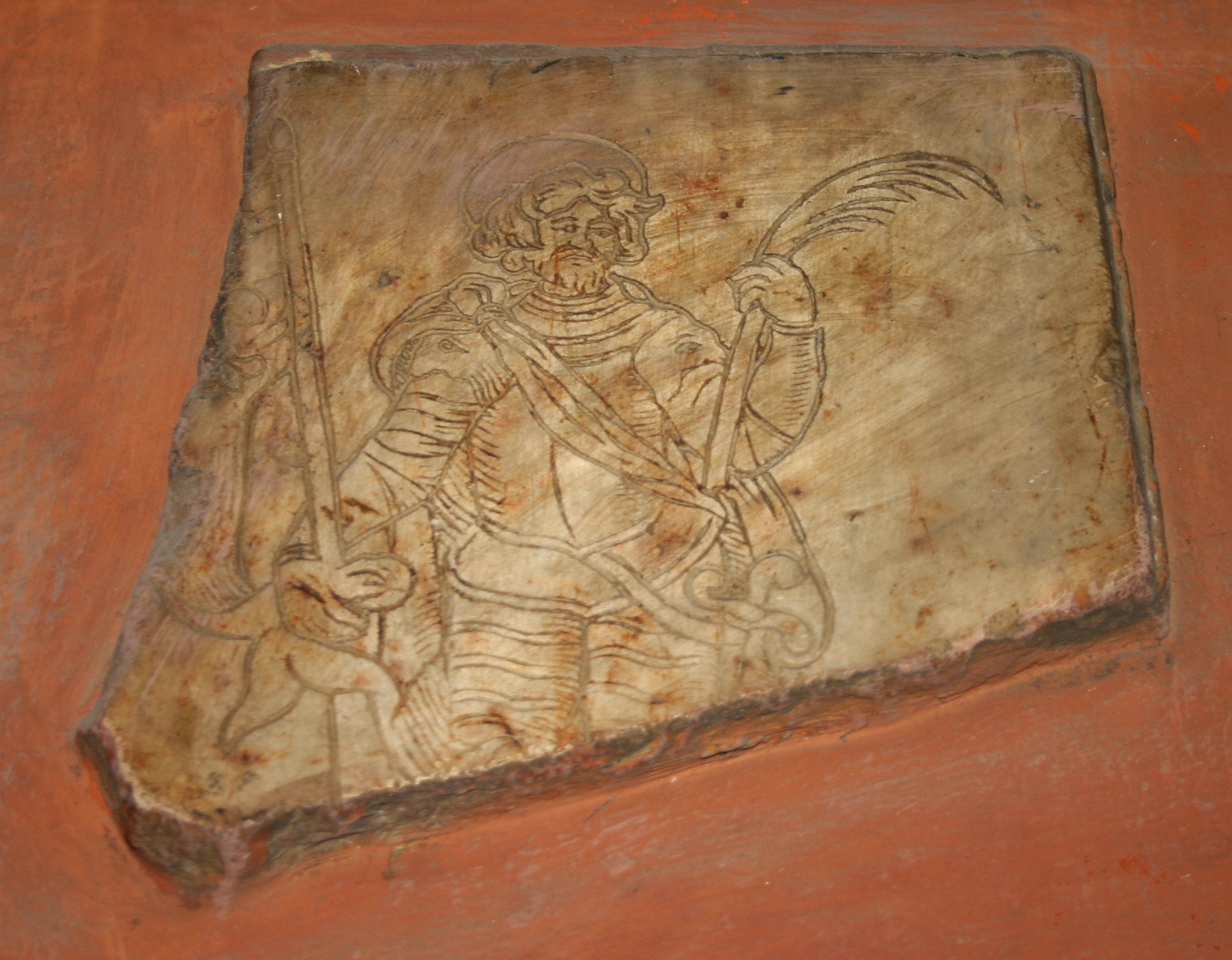
Fragmento paleocristão no átrio
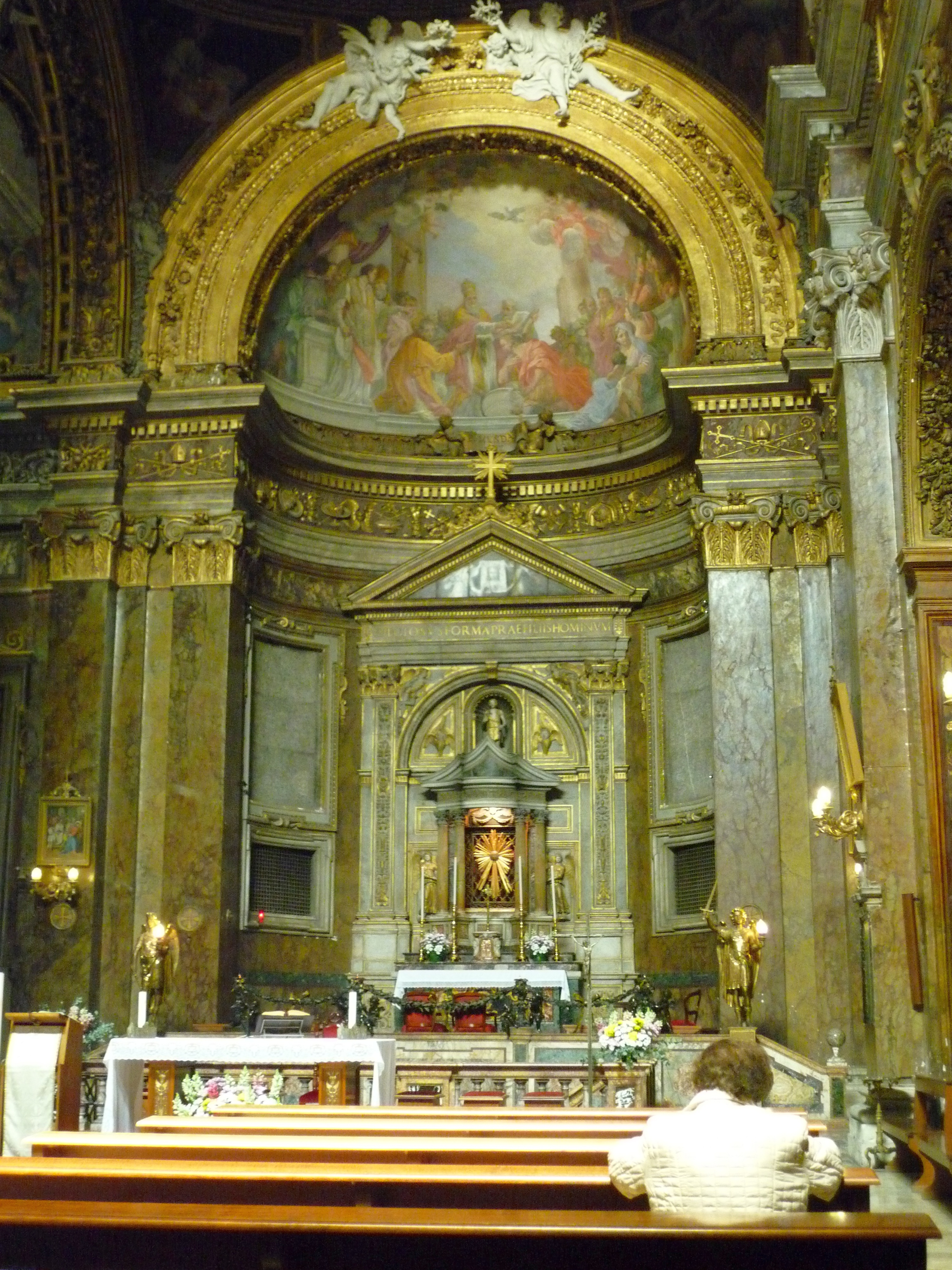
Altar-mor
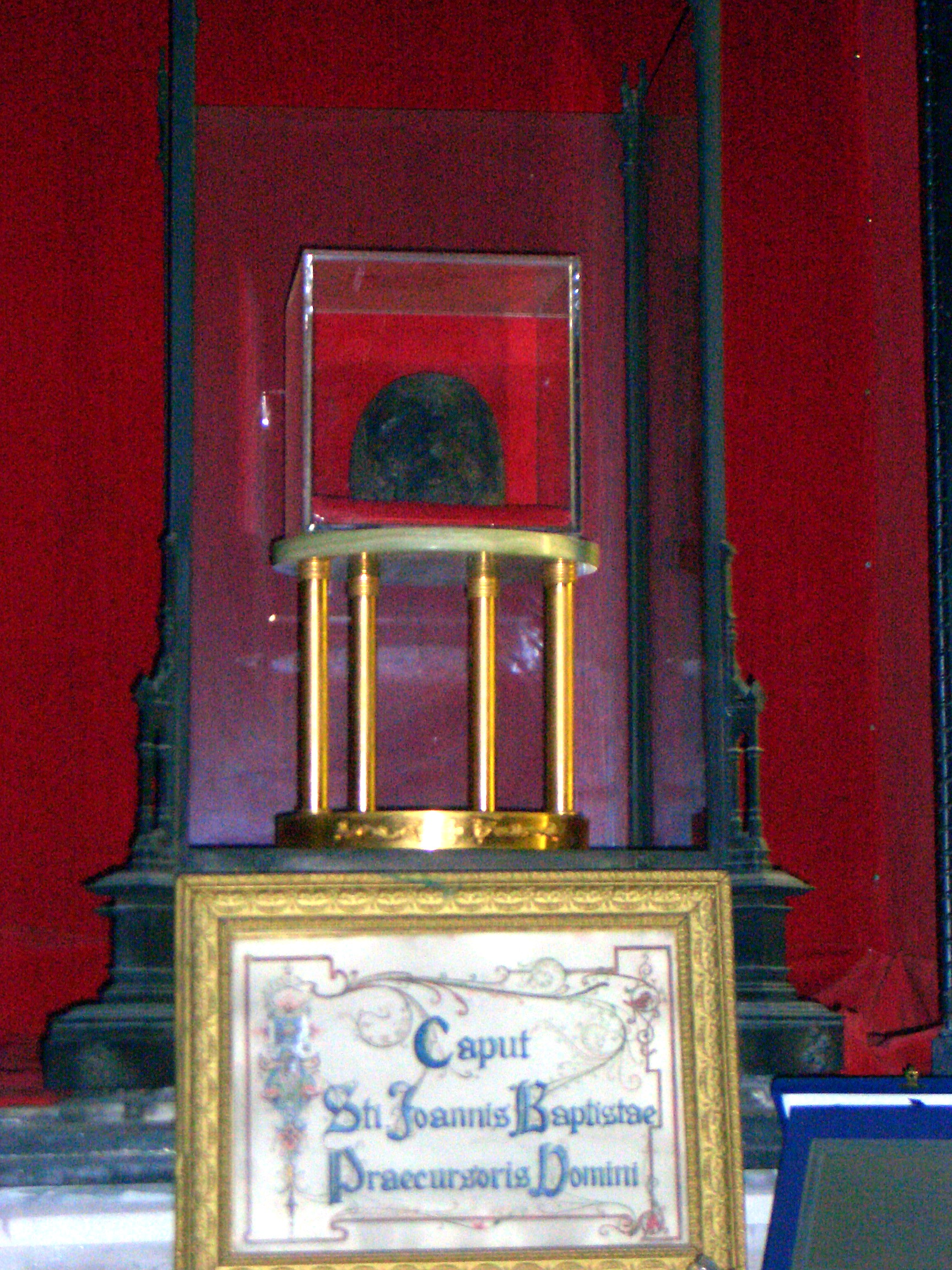
Relíquia da cabeça de São João Batista